# Albireo

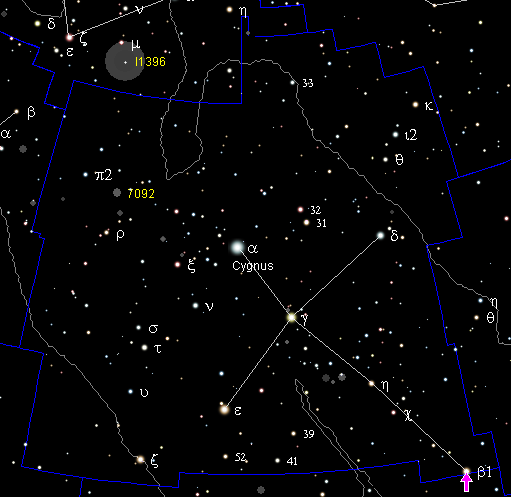
Poziţia stelei Albireo (colţul din dreapta jos)

Albireo (beta Cygni) este a doua stea din constelația Lebăda, fiind a doua stea ca strălucire din această constelație.
Are magnitudinea  vizuală aparentă de circa 3,1 și este situată la 430 de ani lumină de Soare.
Este de fapt o stea dublă, componenta sa mai strălucitoare având magnitudinea aparentă 3,2, iar cealaltă 5,4.
Cele două stele sunt situate la distanța unghiulară de circa 34″,6 și au clasele spectrale K0 și respectiv B9.